# Daştatük
Daştatük è un comune dell'Azerbaigian situato nel distretto di Lənkəran.